# Leucocharis pancheri
Leucocharis pancheri е вид коремоного от семейство Orthalicidae. Видът е критично застрашен от изчезване.

## Разпространение
Видът е ендемичен за Нова Каледония.